# West Bilney
West Bilney – wieś w Anglii, w Norfolk. W 1931 wieś liczyła 188 mieszkańców. West Bilney jest wspomniana w Domesday Book (1086) jako Benelai/Bilenei/Binelai.